# Język ambulas
Język ambulas (abulas), także abelam – język papuaski z prowincji Sepik Wschodni w Papui-Nowej Gwinei (dystrykt Maprik). Według danych z 1991 r. posługuje się nim 44 tys. osób.
Wyróżnia się dialekty: maprik, wingei, wosera-kamu, wosera-mamu.
Został stosunkowo dobrze opisany. Dostępne materiały to m.in. opis gramatyki (1980)  oraz słownik (1968–1987/2006) . Jest zapisywany alfabetem łacińskim.